# Teoría del Desamparo
Teoría del Desamparo es una novela del escritor argentino Orlando Van Bredam, publicada por Emecé en 2007. Esta novela más el Premio Emecé hicieron del escritor enterriano un personaje famoso dentro de la literatura argentina.

## Argumento
Temprano, como todos los días, Catulo Rodríguez se levanta para ir a trabajar. Al abrir el baúl de su auto para buscar una llave cruz, encuentra en cambio un cadáver. Lo reconoce y lo confirma en el diario: es el diputado Toni Segovia, que había sido secuestrado. Catulo es un hombre común, con una situación familiar tranquila, un trabajo rutinario y hábitos sencillos. El insólito hallazgo lo obligará a convertirse en lo que nunca creyó ser: alguien valiente, capaz de arriesgar su vida en la búsqueda de la verdad.